# 정자 분지

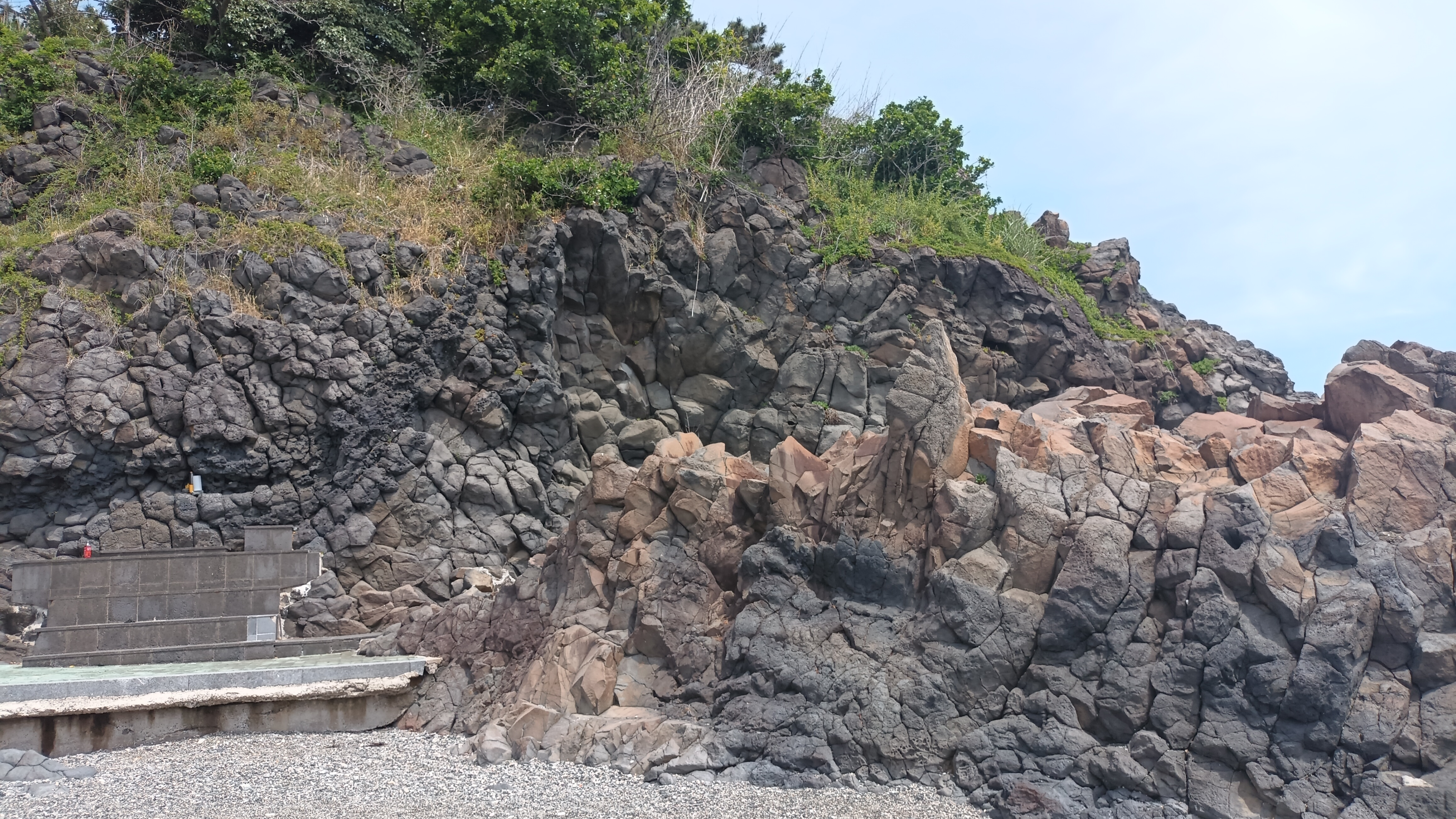
정자 분지 내 당사리 안산암과강동화암 주상절리

정자 분지(亭子 盆地, Jeongja Basin)는 대한민국 경상 분지 남동부 울산광역시 북구 신현동, 주전동 일대에 분포하는 신생대 제3기의 퇴적 분지이다. 정자 분지는 포항 분지, 어일 분지, 와읍 분지, 장기 분지, 하서 분지 등 한반도 남동부 해안을 따라 단속적으로 분포하는 제3기 퇴적분지들 중 하나로, 북동 주향의 산하 댠층과 북서 주향의 미포 단층으로 경계 지어지는 약 5×5 km2 넓이의 마름모꼴의 형태를 가진다.

## 개요
울산광역시 북구 일부 지역에는 신생대 제3기의 지층이 분포한다. 제3기 지층은 울산광역시 북구의 무룡산을 기준으로 무룡산 서측 송정동~효문동 지역과 무룡산 동측 해안가 정자동 지역에 분포하는데 현재는 전자를 울산 분지, 후자를 정자 분지라 지칭한다.
울산 지질도폭(1968)에서는 무룡산 서측 송정동 지역과 동측 정자동 지역의 퇴적암 지층을 모두 정자 역암층으로 지정하였다. 그러나 김봉균(1970)은 양 지역에서 산출된 화석에 근거해 무룡산 서측의 제3기 지층이 정자동의 지층보다 더 젊다고 하여, 무룡산 서측의 퇴적암을 '화봉리층'으로 새로 명명하였고, 화봉리층 분포 지역을 울산 분지로 설정하였다. 또한 정자동의 정자 역암층을 어일 분지의 일부로 보았다. Yoon(1976)은 울산 분지 제3기 정자 역암층 중 무룡산 서쪽의 것은 화봉리층으로, 동쪽의 것은 '울산 분지 동부'로 지칭하고 하부 강동층과 상부 신현층으로 구분하고 화봉리층이 신현층과 대비된다고 하였다. 이러한 연구들로, '울산 분지'의 범위는 무룡산 서측에서 정자동 지역에 이르는 것으로 간주되었다.
그러나 손문과 김인수(1994)는 정자동의 퇴적암이 경상 누층군 울산층과 단층에 의해 다른 곳과 격리된 독립 분지라 주장하였고, 기존의 울산 분지와 이를 분지 생성 과정과 형성 시기에 있어 차이가 있다고 하여 정자동의 퇴적암을 정자 분지로 명명하였다. 따라서 강동층과 신현층은 정자 분지로, 화봉리층은 울산 분지로 보아야 한다.
정자 분지는 한반도 동해안을 따라 분포하는 제3기 분지 중 최남단의 것으로서 경상 누층군 울산층과 안산암질 화산암류를 기반으로 하여 약 5×5 km2 넓이의 마름모꼴의 퇴적 분지이다. 분지의 동쪽은 동해 바다이며 분지의 북서쪽과 남서쪽 경계는 각각 북동 30°및 북서 20°방향의 단층으로 경계 지어진다. 북서측의 산하 단층은 정단층, 남서측의 미포 단층은 우수향 주향 이동 단층으로 정자 분지는 반지구형 당겨열림 분지(Pull-apart Basin)로 해석되었다.

### 고지자기 연구
손문 외(1996)는 정자 분지에 대한 고지자기 연구를 실시하였다. 연구에서는 지질 구조선에 따라 정자 분지 내부와 주변을 4개의 소규모 지괴로 구분했는데, 각 지괴에서 잔류 자기의 편향량이 모두 다르게 나왔으며 더 오래된 지층이 그 상위의 지층보다 더 작은 편각 값을 가지기도 한다. 또한 울산광역시 효문동 동쪽 3 km 지점의 322고지 정상에서 층리가 잘 발달하고 다량의 해상 조개와 식물 화석이 포함된 미고결 사암 지층이 발견되었는데, 손문 외는 이를 제3기 지층으로 보고 이 산 정상이 일대 지역에서 표고가 가장 높은 점을 들어 울산 분지 지역이 분지로 침강해 있었다가 나중에 융기한 것으로 해석하였다. 그리고 그 원인을 중기 마이오세 이후 작용한 서북서-동남동 방향의 압축력으로 추정했다.

## 지질

### 울산층
울산층은 정자 분지의 기반암으로 경상 누층군 대구층 및 함안층에 대비된다. 주로 (녹)회색 사암, 이암, 셰일로 구성되며 대부분 불국사 화강암의 관입으로 접촉변성을 받아 혼펠스화 되어 있고 단층의 영향으로 파쇄 정도가 심하다. 분지를 둘러싸고 있는데 분지 북서쪽 경계에서는 산하 단층으로 접하나 분지 남서쪽 못안 부근에서는 일부 부정합으로 접촉한다. 지층의 주향은 분지 경계 단층 부근에서 많이 교란되어 있으나 대부분 북동-남서, 경사는 북서 방향이다.

### 불국사 화강암
불국사 화강암은 정자 분지 남쪽에 분포하며 담홍색 또는 담색의 반상 흑운모 화강암 또는 화강섬록암이다. 다수의 석영맥을 포함하고 흑운모 칼륨-아르곤 연대 측정 결과는 53.5±1.2 Ma (고제3기 에오세)이다.

### 정자 역암층 (1968~1976)
울산 지질도폭(1968)에 의하면 정자 역암층은 북구 정자동 서부, 산하동, 무룡동, 신현동, 화봉동, 연암동, 효문동에 분포하는 역암 지층으로 미고결 역암, 장석질사암, 셰일이 교호한다. 정자 역암층의 역암은 하부에서는 분급 상태가 좋지 못하고 원마되지 않은 각력이나 상부에서는 비교적 원마되고 분급상태도 양호하다. 역의 종류는 흑운모 화강암, 화강반암, 규장암, 경상 누층군의 자색 셰일, 사암, 회록색 사암, 흑색 셰일 및 변질된 혼펠스 셰일들이며 드물게 장기층군의 안산암도 산출된다. 역의 크기는 2 cm 이하~50 cm 등 다양한 크기가 혼재하고 대체로 상부로 갈수록 크기가 작아진다. 고결 물질은 사질이며 명촌 부근에서는 전부 역들로 구성된 곳도 관찰할 수 있다. 역암과 교호하는 사암은 장석질이 우세하다. 셰일은 (암)회색, 회백색을 띠며 본 지층의 최하위로 추정되는 효문리 및 서동 부근에서는 2 내지 3조의 갈탄을 협재하는 경우도 있다.
정자 역암층은 경상 누층군과 불국사 화강암류를 직접 부정합으로 덮으며 두께는 대략 150 m 내외이다. 본 지층의 주향과 경사는 일정하지 않으나 대체로 서동 부근에서 북서 20° 및 남서 15°, 정자리 부근에서는 북서 50°, 북동 20°, 효문리 부근에서 북서 30°, 북동 10°이다. 지층 내에 소규모의 단층이 관찰되며 역전된 곳도 있다. 본 지층은 연일층군의 천북 역암층에 대비되며 울산 지질도폭(1968) 조사 당시에도 정자면 신현리 장명골 부근, 무룡리 주림골 부근에서 패류 화석 Cardium sp., Nucula sp., Diplodonta sp.가 발견되었다. 이는 모두 마이오세에 해당하며 이중 Carduim sp.는 연일 지질도폭(1922) 조사 시 천북 역암층 중에서 보고된 바 있다. 또한 방산충의 침골(Spicule)들이 관찰되었다.
정자 역암층의 상부 셰일에는 식물 화석이 산출되며 구남마을 북쪽 300 m 지점에 노두가 있다. 지층은 밝은 회색이며 층리 및 점이층리가 발달해 있고 아직 고화되지 않은 퇴적물 속에 식물의 잎이 그대로 들어있는 경우도 있다.
박원인(2008)은 구남계곡의 정자 역암층에서 연체동물화석 이매패류 화석 3속 5종 Anadara(Hataiarca) kakehataensis (Hatai and Nisiyama 1949), Anadara(Hataiarca) daitokudoensis (Makiyama, 1926), Dosina kawagensis (Araki, 1960), Dosinia(Phacosoma) noumrai (Otuka, 1934), Crassostrea gravitesta (Yokoyama, 1926) 복족류 6속 8종 Euspira sp., Vicarya (Shoshiroia) callosa japonica (Yabe and Hatai, 1938), Proclava ancisa (Yokoyama, 1929), Batillaria (Tateiwaia) tateiwai (Makiyama, 1926), Vicaryella ishiiana (Yokoyama, 1926), Turritella sp. 식물화석 3속 5종 Quercus sp., Quercus variabilis, Miscanthus sinensis var. purpurascens, Ulmus sp. 을 발견 기재하였다.

### 당사리 화산암
당사리 화산암 또는 당사리 안산암(當舍理 安山巖)은 울산광역시 북구 당사동을 표식지로 하여 구유동, 신현동 동부, 효문동 동부, 남구 선암동 일부 지역에 분포하는 화산암으로 안산암 용암과 이에 수반된 안산암질 화성쇄설암으로 구성된다. 울산 지질도폭(1968)에서는 이를 당사리 안산암과 당사리안산암질 응회암 및 화산역암으로 구분하였다.
경상 누층군과 울산층과 규장암을 관입하며 정자 역암층에 의하여 부정합으로 피복되며 강동면 일대에서는 울산층과 화강반암을 관입한다. 당사리안산암질 응회암 및 화산역암(Tdat)은 당사리 안산암에 항상 수반하여 산출되는 지층으로 당사리 안산암과 울산층및 화강반암을 덮으며 정자리 역암에 의하여 부정합으로 덮힌다. 본 암석은 회(녹)색을 띠며 화산재와 각력들로서 고결되어 있고 층리가 불분명하고 각력들은 당사안산암과 경상 누층군의 자색 셰일 등이 대부분이다.
윤성효 외(2000)는 당사리 안산암 분포지 내에서는 다량의 화산쇄설암류 내에 안산암 용암류가 교호 협재되거나 관입하고, 둘이 교호하는 곳에서는 그 경계가 점이적인 점을 들어 둘을 당사리 화산암으로 통일하였다. 당사리 남부 구암 일대에는 암흑색의 유리질 안산암에 다각형 주상절리가 발달하는데 이를 울산층 퇴적암을 관입한 암맥으로 판단하였다. 미량원소 분석 결과 이 화산암류는 조산대 화산호에 기인하며 섭입과 연관된 마그마에서 생성된 것을 지시한다.
김승현 외(2005)에 의하면 당사리 안산암은 주로 (암)회색, 적갈색을 띠며 소량의 장석과 휘석의 반정을 가진. 당사안산암질 응회암은 당사리 안산암과 수반되며 야외에서 (녹)회색을 띠며 화산재와 각력들로 고결되어 있고 층리의 발달이 미약하다. 부분적으로는 각력이 장경 25~150 cm에 달하는 것도 있어 화산집괴암으로 분류할 수 있다. 지반공학적 측면에서, 당사리 안산암 자체는 단단하나 국부적으로 현무암이 관입한 곳에서는 지반 강도가 급격히 약해진다. 당사안산암질 응회암은 화산집괴암이 대기 중에 노출되면 풍화되고 쉽게 변질되어 안정적이지 못하다.
강동화암 주상절리
강동화암 주상절리는 울산광역시 북구 산하동 정자해수욕장 해변에 돌출된 형태로 나타나는 주상절리다. 이 주상절리는 신생대 제3기, 약 2천만년 전 현무암질 용암이 냉각하면서 열수축 작용으로 형성되었다. 화암 주상절리는 수평으로 누운 형태,수직으로 서 있는 형태, 경사진 형태 등으로 다양한방향을 보이며, 주상절리 기둥의 형태는 육각형이 가장 우세하며 오각형과 사각형의 형태를 가진 기둥이 다음으로 많다. 주상절리 두께(단면직경)는 30-50 cm 의 것들이 가장 우세하고, 큰 것은 70 cm에 달한다. 주상절리를 구성하는 암석은 마이오세의 당사리 안산암으로 분류되는 현무암 내지 현무암질 안산암이며, 이 암석을 형성한 마그마가 주변암석을 관입한 후 냉각되는 과정에서 주상절리가 만들어진 것으로 해석된다.
강동화암 주상절리

### 강동층
강동층(江東層, Gangdong Formation)은 분지 북동부에 분포하는 역암 지층이며 육성 퇴적암이다. 강동층의 역암은 층리가 불량하고 곳에 따라 사암을 협재하기도 한다. 강동층 역암을 구성하는 역에서 안산암질암이 관찰되고 이 역이 어느 정도 원마도를 가지는 것으로 보아 강동층은 하부의 당사리 안산암을 부정합으로 덮는 것으로 추정된다. 역암을 구성하는 역의 원마도는 아각형~아원형이고 분급이 불량하며 대부분 울산층 혼펠스, 사암, 이암 등이며, 소량의 안산암질 화산암류와 화강암을 포함한다. 역의 크기는 5~10 cm, 최대 50 cm이다.

### 신현층
신현층(新峴層, Sinhyeon Formation)은 주로 황색 또는 담회색 사암으로 구성되며 이암층과 역암층을 협재하고 완전히 암석화가 되지 않은 미고결 지층이다. 역암층은 강동층과 인접한 부분에서 주로 렌즈상으로 나타나고 역의 원마도와 분급이 강동층보다 좋아 강동층과 구분이 가능하다. 이런 역암층은 경계 단층에 접근할수록 그 빈도와 비율이 증가하고 역의 크기가 커지며 분급이 아주 불량해지고 원마도 또한 각형으로 변화한다. 신현층의 사암은 특징적으로 결핵체(nodule)와 굴, 조개 해양성 및 비카리아-아나다라(Vicaria-Anadara) 화석 군집이 분포지 전 지역에 걸쳐 산출되며 이는 온난성 천해 환경을 지시한다. 신현층은 주로 해성 모래로 구성된 사암층으로 점토가 협재되는데, 김승현 외(2005)는 정자 분지 지역을 통과하는 국도 제31호선 확장공사 과정에서 드러난 신현층 사면에 대해 신현층 염분과의 화학 반응으로 콘크리트가 부식될 수 있어 신현층 사면에는 콘크리트 구조물을 사용하지 않아야 한다고 하였다.

### 제4기 지층
제4기 지층은 현생 퇴적물로 구성되며, 담황색/갈색의 미고결 역층과 역질사암이 교호하는 하부와 암갈색/암회색의 현생 토양과 충적층, 산록퇴적물로 구성된 상부로 구분된다.

## 단층
정자 분지의 경계 단층은 윤선(1976)에 의해 처음 기재되었으며 분지 북서부 경계 단층을 산하 단층, 남서부 경계 단층을 미포 단층이라 한다.

### 산하 단층
산하 단층(山下 斷層)은 정자 분지의 북서측 경계 단층으로 울산층과 신현층을 경계 짓는다. 손문과 김인수(1994)에 의하면 북동 30°주향에 지표에 노출된 단층면의 경사는 남동 75°이다. 분지 바깥의 울산층은 혼펠스화되어 있으며 단층 가까이서 지층이 교란되어 폭 20~80 m의 파쇄대를 형성한다. 울산층의 자세로 보아 본 단층은 강렬한 단층파쇄대를 형성시키며 단층선 주변 약 1 km까지의 기반암을 남동쪽으로 끌림시킨 강한 정단층이다.
이태우(2005)에 의하면 산음소류지 부근에서 그 주향이 북동 41°, 경사가 남동 35°이다. 노두가 별로 없으나 수~수십 미터 폭의 단층파쇄대와 단층 각력암의 존재로 단층을 인지할 수 있다.

### 미포 단층
미포 단층(尾浦 斷層)은 정자 분지의 남서측 경계 단층으로 지질 분포로 보아 약 1 km의 변위를 가지는 우수향 주향이동 운동으로 인리형 분지(Pull-apart Basin)인 정자 분지를 형성시킨 것으로 해석된다. 미포조선소에서 드러난 미포 단층의 주향은 북서 12°, 경사는 북동 79°이다.
울산-경주 간 국도 제31호선 확장공사 과정에서 북서-남동 방향의 미포 단층이 드러났다. 단층은 주로 울산층에서 드러나는데 울산층 자체는 열변성을 받아 단단하나 미포 단층에 의해 일부 지역에서 단층경면, 단층 점토 등 지질학적 약대(弱帶)가 형성되어 있다. 또한 울산층의 변이 패턴으로 보아 정단층 활동이 있었으며 단층면 내 제4기 단구층이 출현하여 제4기에 지속적인 운동이 있었던 것으로 해석된다.
이태우 외(2008)에 의하면 세바지산 부근에서 주향 북서 28°, 경사 남서 61°에 우수향과 역이동 감각이 나타나며 적은물용산 부근에서는 주향 북서 32°, 경사 남서 63° 에 우수향과 역이동 감각을 보인다.

### 기타
분지 주변과 내부에는 소규모 단층이 발달하는데 북서-남동 주향에 남동 경사가 가장 우세하다. 안산암 분포지 내에서는 우가산 부근에서서 집중적으로 북동-남서 주향의 주향 이동성 단층과 정단층 및 동-서 주향의 정단층이 출현한다. 제3기 지층 내의 단층들은 주로 북동-남서 주향에 60~80° 경사하는 역이동 단층이 우세하며 곳에 따라서 정이동 단층도 다수 존재한다. 그러나 지층 자체가 미고결 상태라 단층조선은 인지하기 어렵다. 이태우(2008)는 정자 분지 내 소규모 단층들을 조사하고 정자 분지 발달과 관련해 5개의 지구조 사건을 제시하였다.

## 같이 보기
- 한국의 지질
- 울산광역시의 지질
- 포항시의 지질
- 포항 분지
- 와읍 분지
- 어일 분지
- 신생대 제3기